# Вала (Блейк)

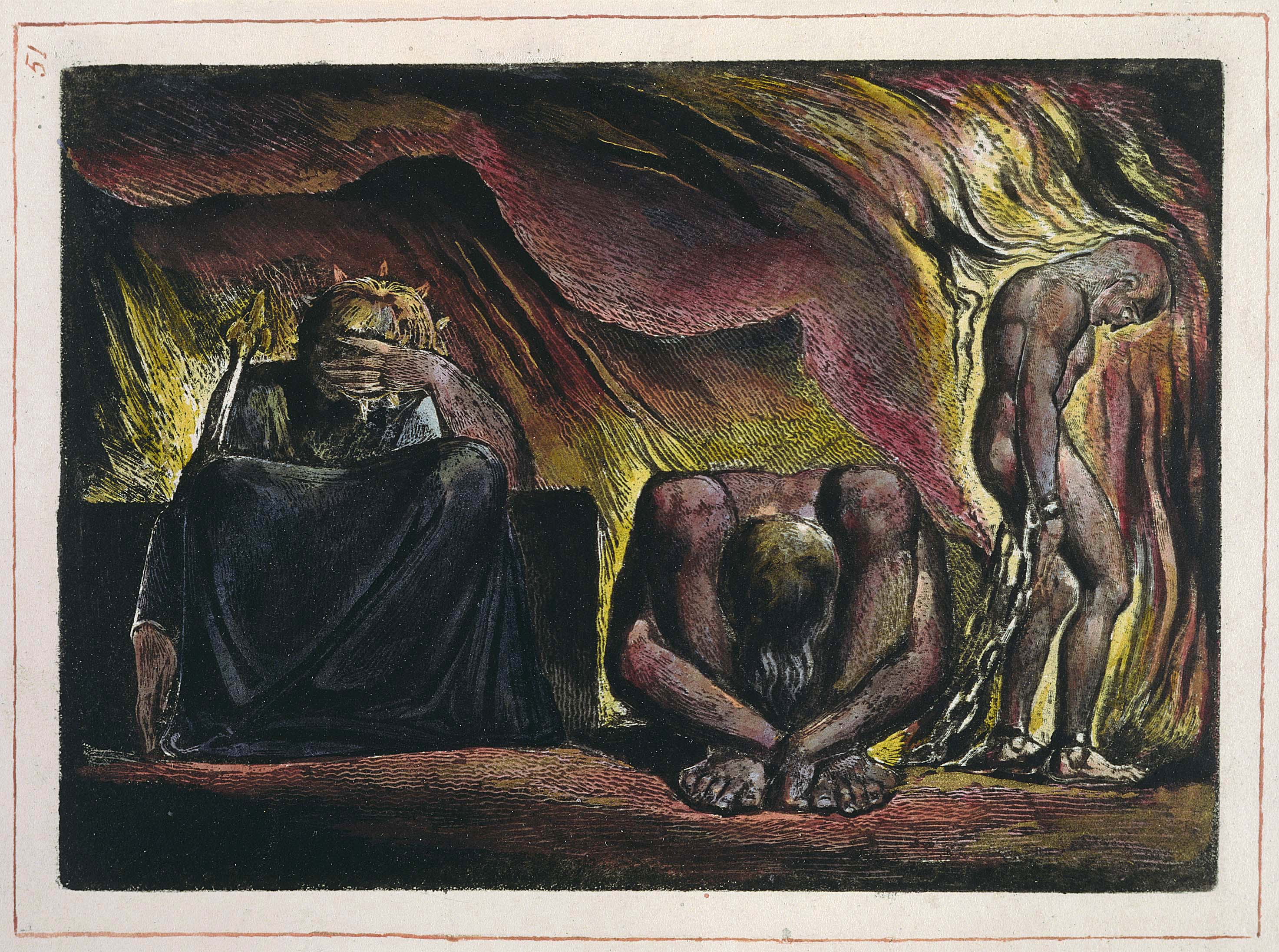
Уильям Блейк: персонажи блейковской мифологии (слева направо:) Вала с опущенной головой, увенчанная остроконечной короной и со скипетром в руке, Хайл в позе отчаяния и Скофилд закованный в кандалы

Ва́ла (Vala) — один из главных женских персонажей в сложной мифологии Уильяма Блейка. Вала — богиня, олицетворяющая Природу, естественная красота.
Её имя произведено от героини Старшей Эдды — пророчицы по имени Вельва. Рихард Вагнер также использовал её имя (Valla) в применении к богине земли Эрде (Erda).
Она является эманацией и супругой Лувы, одного из четырёх Зоа. Лува и Вала расстаются друг с другом, когда Вала забеременела от Альбиона и «родила первенца Порождения Уризена, Принца Света». Тогда же «Глазам Человека / предстало чудесное раздвоение на мужчину / И женщину. И Падший Человек отпрянул в испуге, / Назвав их Лувой и Валой».
Вала в Вечности (в Эдеме) — Любовь и Возлюбленная. В падшей форме она Природа-соблазнительница, торжествующая над духом, жестокая и сама страдающая, фатальная женщина, выступающая в образах Раав, Фирцы и безымянной Тенистой Жены или Женщины-Призрака, невесты Орка.
История Валы излагается главным образом в поздних пророческих поэмах Блейка: «Вала или Четыре Зоа», «Мильтон» и «Иерусалим, Эманация гиганта Альбиона».